# Vitis romanetii
Vitis romanetii — вид рослин з роду Виноград (Vitis).

## Поширення
Ендемік для Лаосу та Китаю (провінції: Аньхой, Ганьсу, Хенань, Хубей, Хунань, Цзянсу, Шеньсі, Сичуань). Зростає у лісах, чагарниках й на схилах пагорбів, на висоті від 100 до 1500 метрів над рівнем моря.

## Опис
Рослина полігамно-дводомна. Гілки вальцяті, з помітними поздовжніми гребенями. Листя просте. Прилистки коричневі, яйцеподібно-ланцетні, плівчасті, голі, цілокраї, верхівка загострена, від 7 до 12 мм завдовжки та від 3 до 5 мм завширшки. Черешок від 2 до 6,5 см завдовжки, із залозистими та простими волосками. Листкова пластинка овальна або широколопатева, злегка 5-лопатева, від 5,5 до 16 см завдовжки та від 5 до 13 см завширшки, з довгими та короткими волосками. Квітконіжка гола, від 1,6 до 2 мм. Бруньки оберненояйцеподібні, розміром від 1,5 до 2 мм, верхівка закруглена. Ягода куляста 7—8 мм у діаметрі. Цвіте з квітня по червень. Плодоносить з липня по вересень. Ягоди їстівні та використовуються для виготовлення вина.